# Thiénamycine
La thiénamycine est un composé chimique hétérocyclique à noyau β-lactame parmi les plus puissants antibiotiques naturels connus, découvert en 1976 à partir de Streptomyces cattleya. De la famille des antibiotiques β-lactame, à laquelle appartiennent les pénicillines, elle résiste aux enzymes bactériennes β-lactamase et est efficace contre les bactéries à Gram positif et Gram négatif.

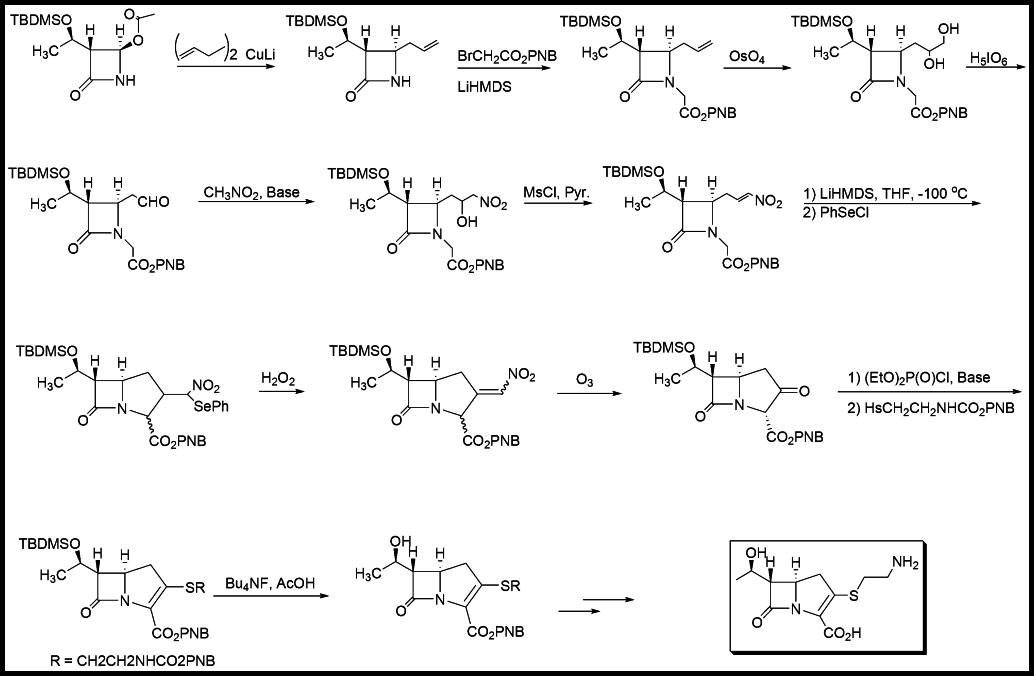
Synthèse totale de la thiénamycine.